# Rex Sellers
Rex Samuel Sellers (ur. 11 listopada 1950 w Nelson) – nowozelandzki żeglarz sportowy. Dwukrotny medalista olimpijski.
W 1980 znajdował się w kadrze olimpijskiej, jednak Nowa Zelandia zbojkotowała igrzyska olimpijskie w Moskwie. Największe sukcesy odnosił w klasie Tornado wspólnie z Chrisem Timmsem. W Los Angeles w 1984 zwyciężyli, cztery lata później zajęli drugie miejsce. Brał także udział – z innym partnerem – w IO 92 i IO 96.

## Starty olimpijskie (medale)
Los Angeles
- Tornado –  złoto

Seul 1988
- Tornado –  srebro